# مخدر

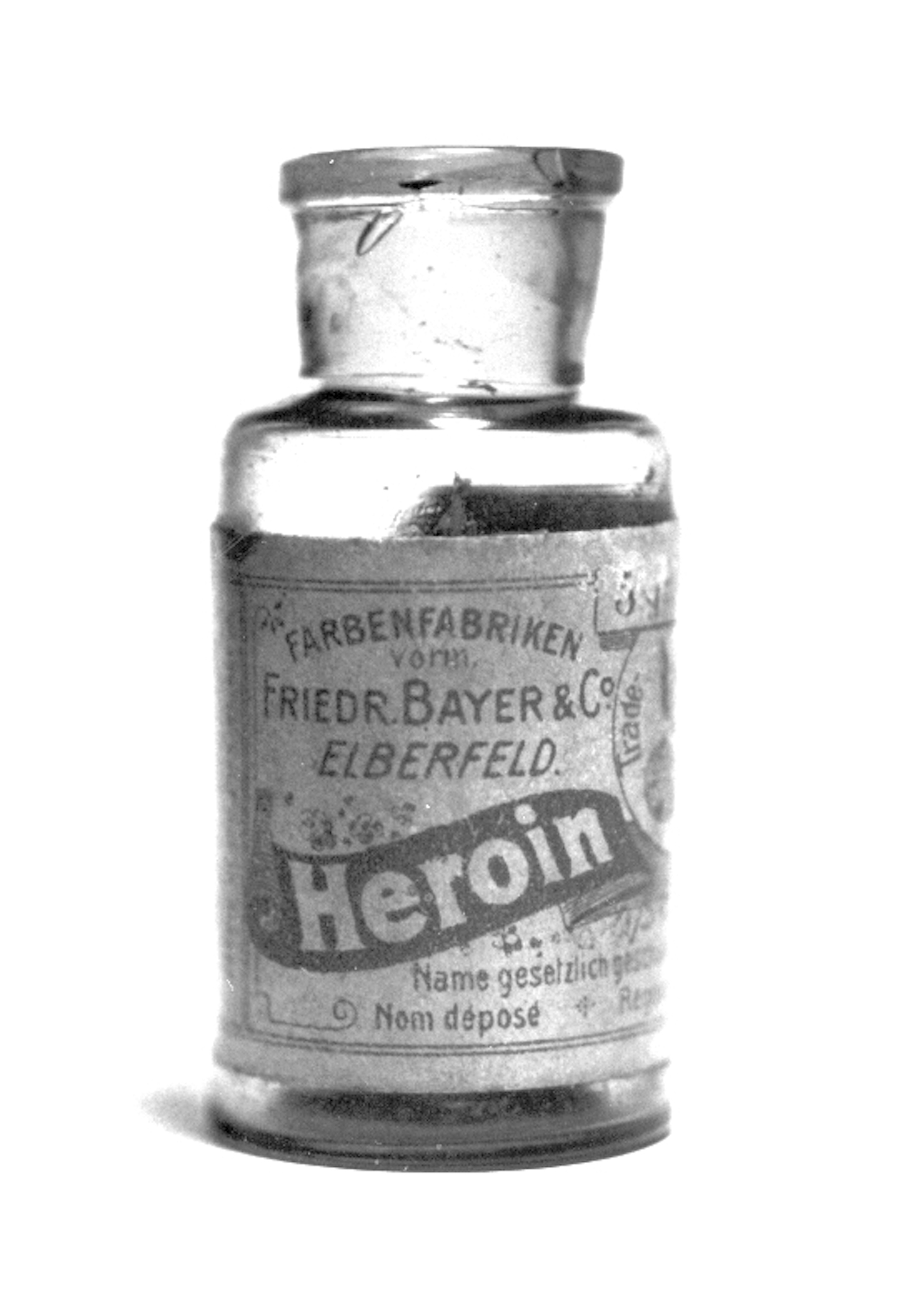
هروئین یک مخدر قوی و معروف

مواد مخدر یا داروهای مخدّر (Narcotic) نام عمومی برای انواع متنوعی از داروهای سایکواکتیو و ترکیبات شیمیایی طبیعی و سنتتیک است که با توجه به ماده مؤثره موجود خاصیت روان‌انگیزی، تسکینی و سرخوش‌کنندگی دارند و اغلب به دلیل احتمال ایجاد وابستگی به مصرف جزء مواد اعتیادآور طبقه‌بندی می‌شوند. خرید و فروش، جابجایی و پنهان کردن این داروها در اکثر نقاط جهان ممنوع می‌باشد و برای آن مجازات در نظر گرفته شده‌است.
انواع متنوعی از مواد مخدر و اعتیادآور وجود دارند و به همین دلیل در طول زمان فرد مصرف‌کننده ممکن است برای به‌دست آوردن حس سرخوشی مقدار مصرف خود را افزایش دهد یا روی به مصرف ماده مخدر قوی‌تر بیاورد. همچنین اگر میزان وابستگی به هر نوع مواد مخدری در فرد بالا باشد احتمال بروز اعمال خشونت‌آمیز از سوی وی محتمل است.

## تعریف ماده مخدر
مواد مخدر ترکیبات شیمیایی هستند که مصرف آن‌ها تغییراتی شیمیایی بر روی سیستم عصبی ایجاد می‌کند و باعث ایجاد لذت، تغییر هوشیاری، وابستگی می‌شود؛ بنابراین پتانسیل ایجاد اعتیاد و سوءمصرف در آن‌ها وجود دارد ولی شدت آن بسته به نوع ماده و اثرش متفاوت است 
اعتیاد:
اعتیاد نوعی بیماری مغزی مزمن، پیشرونده و عودکننده است که باعث می‌شود با وجود پی آمدهای ناگوار مصرف مواد، فرد معتاد باز هم برای به دست آوردن یا مصرف مواد مخدر خود را به هر دری بزند. اعتیاد از آن جهت بیماری محسوب می‌شود که مصرف مواد مخدر، ساختار مغز و نحوه فعالیت آن را تغییر می‌دهد. تغییراتی که بر اثر مصرف مواد مخدر در مغز انسان به وجود می‌آید ممکن است پایدار و بلند مدت باشد و به ایجاد رفتارهایی زیانبار در کسانی که مواد مخدر مصرف می‌کنند منجر شود.
باید توجه داشت که اعتیاد قابل پیشگیری و درمان است ولی چنانچه اقدام مؤثری سریعاً در جهت درمان آن صورت نگیرد اثرات آن عمیق‌تر می‌شود.

## آثار مواد مخدر بر مغز

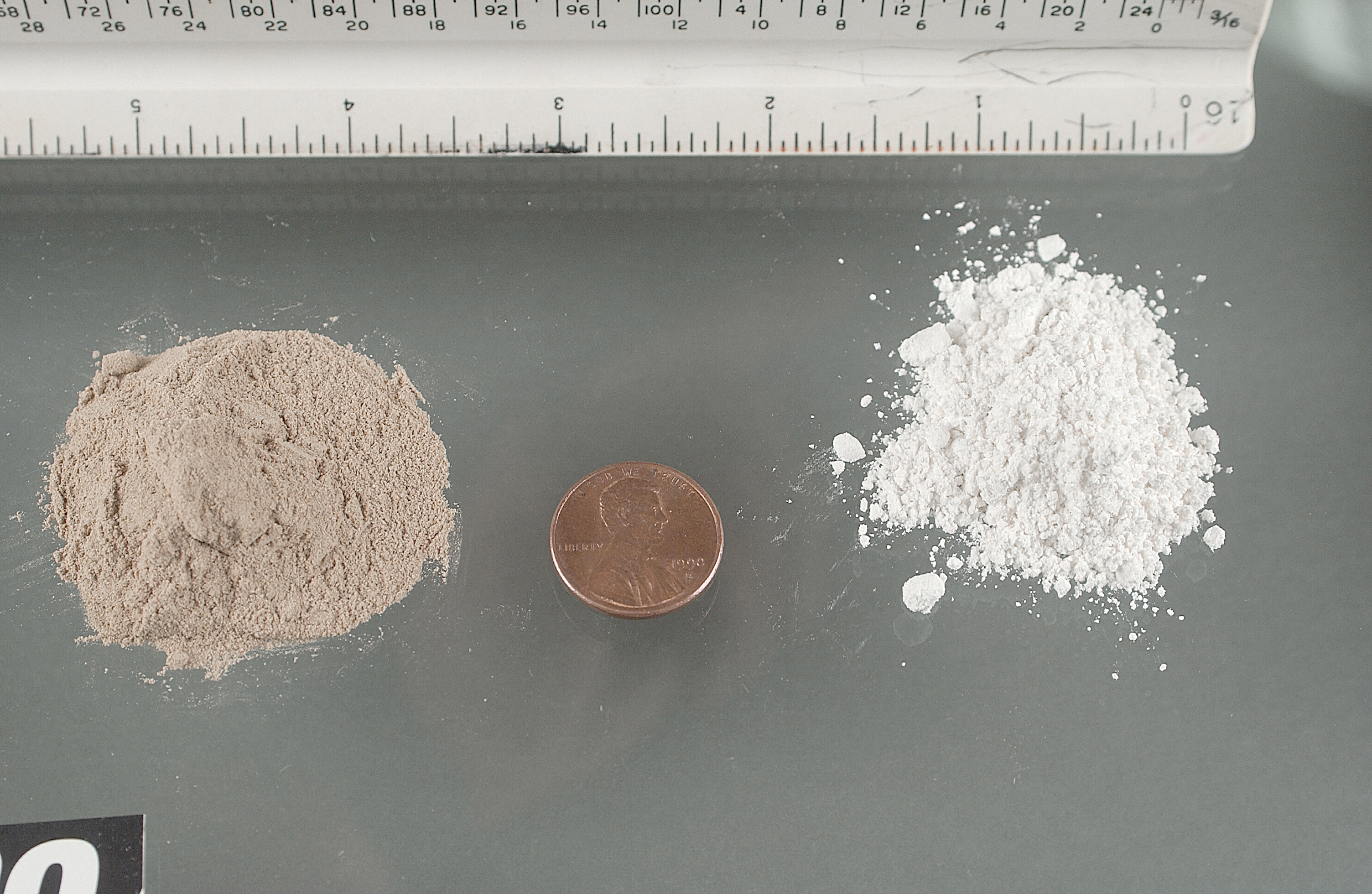
هروئین آسیایی

مهم‌ترین محل تأثیر مواد مخدر بر سیستم عصبی و مغز است. در سیستم عصبی و مغز گیرنده‌هایی وجود دارد که این مواد بر آن‌ها اثر می‌کنند.
مواد مخدر پس از مصرف وارد سیستم ارتباطی مغز شده و فرایند عادی ارسال، دریافت و پردازش اطلاعات از سوی سلول‌های عصبی را مختل می‌کنند. ساختار شیمیایی برخی از مواد مخدر مانند هروئین شبیه نورون‌های فرستنده طبیعی مغز است و در نتیجه نورون‌ها را تحریک می‌کند. شباهت ساختار شیمیائی این گونه مواد مخدر به نورون‌های فرستنده طبیعی سبب می‌شود تا سلول‌های گیرنده مغز فریب خورده و اجازه دهند تا مواد مخدر وارد سلول‌های عصبی شده و آن‌ها را تحریک کنند. گرچه ساختار شیمیائی این گونه مواد مخدر شبیه ساختار مواد شیمیائی مغز است اما سلول‌های عصبی مغز را به‌طور طبیعی تحریک و فعال نمی‌کنند و سبب می‌شوند تا پیام‌های غیرعادی در شبکه عصبی مغز جریان پیدا کنند. تفاوت میان طنین پیام طبیعی و پیامی که بر اثر مصرف این گونه مواد مخدر در مغز ایجاد می‌شوند شبیه تفاوت میان سخنانی است که کسی در گوش شما زمزمه کند و صدایی که با فریاد کشیدن در برابر میکروفون ایجاد می‌شود

## داروهای ترک اعتیاد
- بوپرنورفین (به عنوان ضد درد، مسکن قوی و جایگزین مواد مخدر و اعتیاد آور)
- شربت تریاک (یک ماده مخدر و مسکن درد و اعتیاد آور)
- متادون (داروی نگهدارنده برای مهار اعتیاد به هروئین و مواد مخدر و اعتیاد آور)
- حب جدوار (داروی ترک اعتیاد، مسکن قوی و ضد درد با اثرات تقویتی بدون ایجاد وابستگی و اعتیاد)
- نالوکسان (برای تشخیص و درمان مسمومیت‌ها با مواد مخدر یا کمای ناشی از آن مصرف می‌شود)
- نالتروکسان (به عنوان داروی کمکی برای درمان اعتیاد به کار می‌رود)